# Титмонинг
Титмонинг (нем. Tittmoning) — город в Германии, в земле Бавария. 
Подчинён административному округу Верхняя Бавария. Входит в состав района Траунштайн.  Население составляет 6009 человек (на 31 декабря 2010 года). Занимает площадь 72,04 км². Официальный код  —  09 1 89 152.